# Зал на Дунаву
Зал ан дер Донау (њем. Saal an der Donau) општина је у њемачкој савезној држави Баварска. Једно је од 24 општинска средишта округа Келхајм. Према процјени из 2010. у општини је живјело 5.394 становника. Посједује регионалну шифру (AGS) 9273166.

## Географски и демографски подаци
Зал ан дер Донау се налази у савезној држави Баварска у округу Келхајм. Општина се налази на надморској висини од 346 метара. Површина општине износи 44,0 km². У самом мјесту је, према процјени из 2010. године, живјело 5.394 становника. Просјечна густина становништва износи 122 становника/km².